# Laznica, Žagubica
Laznica (izvirno srbsko Лазница) je naselje v Srbiji, ki upravno spada pod Občino Žagubica; slednja pa je del Braničevskega upravnega okraja.

## Demografija
V naselju živi 1715 polnoletnih prebivalcev, pri čemer je njihova povprečna starost 46,6 let (44,5 pri moških in 48,7 pri ženskah). Naselje ima 614 gospodinjstev, pri čemer je povprečno število članov na gospodinjstvo 3,36.
|  |

| Demografija | Demografija     | Demografija     |
| Leto        | Št. prebivalcev | Št. prebivalcev |
| ----------- | --------------- | --------------- |
|             |                 |                 |
|             |                 |                 |
|             |                 |                 |
|             |                 |                 |
| 1948        | 3743            |                 |
| 1953        | 3818            |                 |
| 1961        | 3749            |                 |
| 1971        | 3358            |                 |
| 1981        | 3281            |                 |
| 1991        | 2434            | 2299            |
| 2002        | 2430            | 2063            |
|             |                 |                 |

| Etnična sestava po popisu iz leta 2002 | Etnična sestava po popisu iz leta 2002 | Etnična sestava po popisu iz leta 2002 | Etnična sestava po popisu iz leta 2002 | Etnična sestava po popisu iz leta 2002 |
| -------------------------------------- | -------------------------------------- | -------------------------------------- | -------------------------------------- | -------------------------------------- |
| Vlahi                                  | Vlahi                                  |                                        | 1.308                                  | 63,40%                                 |
| Srbi                                   | Srbi                                   |                                        | 581                                    | 28,16%                                 |
| Romuni                                 | Romuni                                 |                                        | 7                                      | 0,33%                                  |
| Jugoslovani                            | Jugoslovani                            |                                        | 4                                      | 0,19%                                  |
| Hrvati                                 | Hrvati                                 |                                        | 1                                      | 0,04%                                  |
| Neznano                                | Neznano                                |                                        | 11                                     | 0,53%                                  |